# Mesochorus xanthurus
Mesochorus xanthurus là một loài tò vò trong họ Ichneumonidae.